# Cyrtopogon fulvicornis
Cyrtopogon fulvicornis är en tvåvingeart som först beskrevs av Macquart 1834.  Cyrtopogon fulvicornis ingår i släktet Cyrtopogon och familjen rovflugor. Inga underarter finns listade i Catalogue of Life.